# Jim Rogers

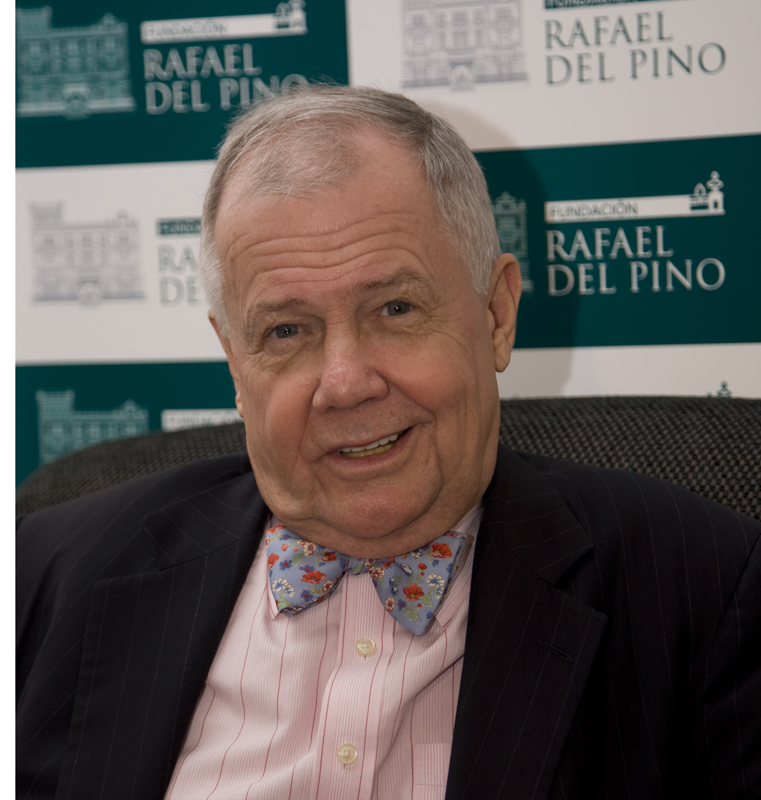
Jim Rogers in Madrid (2010)

Jim Rogers (eigentlich: James Beeland Rogers, Jr.; * 19. Oktober 1942) ist ein US-amerikanischer Hedgefondsmanager und Schriftsteller.

## Leben
Jim Rogers wuchs in Demopolis, Alabama auf. Nach dem Collegebesuch in Alabama studierte er an der Yale University und an der Oxford University Geschichte, Philosophie und Wirtschaft. 1966 nahm er am Boat Race teil. Rogers arbeitete bei mehreren internationalen Konzernen an der Wall Street. Nach seiner Rückkehr aus Oxford trat er in die Armee ein. Danach kehrte er an die Wall Street zur Firma Dominick and Dominick zurück, bei der er nach dem College bereits einmal beschäftigt war. Bei der Firma Arnhold & S. Bleichroeder lernte er schließlich George Soros kennen und gründete mit ihm 1970 den Hedgefonds Quantum Funds.
Rainer Zitelmann, in dessen Buch Setze dir größere Ziele sich ein ausführliches Porträt über Rogers findet, sieht den Erfolg von Rogers darin, dass er – was damals unüblich war – Strategien wie Leerverkäufe einbezog und zudem zahlreiche Investitionen außerhalb der USA tätigte. Zudem investierte er auch damals schon in größerem Stil in Rohstoffe und Währungen. Oft kaufte Rogers Aktien von Unternehmen, die sich in großen Schwierigkeiten befanden, so z. B. vom Flugzeughersteller Lockheed.
Im Jahr 1980 zog sich Rogers aus dem Management des Fonds zurück. Danach wurde er Gastprofessor an der Columbia University, umrundete zweimal die Welt und schrieb Bücher. Eine dieser Weltumrundungen führte er mit dem Motorrad durch. Dabei durchquerte er im tiefsten Kalten Krieg die Sowjetunion und China.
Im Jahr 1998 lancierte er den Rogers International Commodity Index (RICI). Bei der Gewichtung der Indexmitglieder finden die Rohstoffpreise im Alltag der Menschen Berücksichtigung.
Im Jahr 2008 verkaufte Rogers sein Wohneigentum in New York City und zog nach Singapur. Im Vergleich mit Singapur bezeichnet er New York in einem Interview im Jahr 2013 als „Stadt eines Entwicklungslandes“ mit Dritte-Welt-Straßen. Er verglich das Wachstumsklima in China mit New York City zum Zeitpunkt von 1908. Die Wirtschafts- und Dollarkrise im Jahr 2008 lastete er einer verfehlten US-Notenbankpolitik an. Alan Greenspan und Ben Bernanke bezeichnete er als die schlechtesten Notenbanker aller Zeiten.
In den nachfolgenden Jahren äußerte Rogers sich wiederholt pessimistisch zu den Aussichten der Weltwirtschaft. 2012 „wettete“ er nach eigener Aussage „gegen Aktien, überall auf der Welt“. Die Aktienmärkte vieler Länder entwickelten sich anschließend sehr positiv. Mitte 2016 sagte er für die nachfolgenden zwei Jahre eine weltweite Rezession voraus. Nachdem diese nicht eingetreten war, wiederholte er seine Warnung für 2017 oder 2018. Im Februar 2018 verbreitete er erneut seine Vorhersage, was einer seiner alten Weggefährten wie folgt kommentierte: „Jim has been talking about severe corrections since I started in business over 30 years ago … So I’m sure he’ll be right at some point.“
Rogers ist verheiratet und Vater zweier Töchter.

## Schriften (Auswahl)
- Investment Biker: Around the World with Jim Rogers. 1995, ISBN 1-55850-529-6.
  - Investment biker. Rund um die Welt mit Jim Rogers. Börsenbuch-Verlag, Kulmbach 1998, ISBN 3-922669-26-3.
- Adventure Capitalist: The Ultimate Road Trip. 2003, ISBN 0-470-86320-X.
  - Die Abenteuer eines Kapitalisten. FinanzBuch-Verlag, München 2005, ISBN 3-89879-135-1.
- Hot Commodities: How Anyone Can Invest Profitably in the World’s Best Market. 2004, ISBN 1-4000-6337-X.
  - Rohstoffe. Der attraktivste Markt der Welt. Wie jeder von Öl, Kaffee und Co. profitieren kann. FinanzBuch-Verlag, München 2005, ISBN 3-89879-110-6.
  - 2. Auflage, 2016, ISBN 978-3-89879-765-8.
- 人生と投資で成功するために 娘に贈る12の言葉. 2007, ISBN 4-532-35259-2 (zunächst nur in Japan und China erschienen, später übersetzt.)
  - A Gift to My Children: A Father’s Lessons For Life And Investing. 2009, ISBN 1-4000-6754-5.
  - Investmentregeln fürs Leben. FinanzBuch-Verlag, München 2009, ISBN 978-3-89879-481-7.
- A Bull in China: Investing Profitably in the World’s Greatest Market. 2007, ISBN 1-4000-6616-6.
  - Investieren in China. So profitieren auch Sie vom größten Markt der Welt. FinanzBuch-Verlag, München 2008, ISBN 978-3-89879-311-7.
- Street Smarts: Adventures on the Road and in the Markets 2013, ISBN 978-0-307-98607-8.
  - Die Wall Street ist auch nur eine Straße: Lektionen eines Investment-Rebellen. FinanzBuch-Verlag, München 2013, ISBN 978-3-89879-789-4.